# 张襄嫔
张襄嬪，明光宗泰昌帝妃嫔。
原为太子淑女，泰昌帝即位后一个月就死去，未来得及册封姬妾们。天启帝即位，沒有把她尊封為妃嬪，而是幽禁在乾西。崇祯帝時，才尊封她為襄嬪。
明朝灭亡，襄嬪从皇宫逃出，到清朝入关后回到北京，由清廷出资赡养。